# YafRay
YafRay (Yet Another Free Raytracer) es un raytracer libre, concebido bajo licencia LGPL, que usa un lenguaje de descripción de escenas en XML. Recientemente ha sido integrado al programa de modelado 3D Blender, y es usado frecuentemente para renderizar las escenas creadas con él. Sus principales desarrolladores son Alejandro Conty Estévez y Alfredo de Greef.
En el año 2006 YafRay publicó su última versión estable. A partir del año 2008, el proyecto evolucionó con el nombre de YafaRay.

## Principales características
- Iluminación global completa: YafRay puede iluminar escenas mediante este sistema, empleando aproximaciones Montecarlo y Quasimontecarlo.
- Iluminación Skydome: Luz originaria de un cielo emisor que causa sombras suaves en la escena.
- Iluminación HDRI: Este tipo de iluminación se basa en la información contenida en una imagen HDR. Puede usarse con los dos tipos de iluminación descritos anteriormente.
- Cáusticas: YafRay permite simular el comportamiento de los materiales reflectantes y transmisores de luz, como el cristal.
- DOF Real: Gracias a esto es posible reproducir en la escena el efecto de enfoque que tendría una lente real, produciendo desenfoque en los objetos más lejanos y cercanos del punto de enfoque.
- Reflexiones borrosas: Ciertos objetos producen una distorsión en la reflexión debida a una microscopia superficie rugosa, y este efecto puede ser simulado por el programa.

Otras características:
- Estructura modular.
- Integración en programas de modelación tridimensional mediante plugins.
- Multiplataforma.
- Motor de renderizado independiente.
- Renderizado distribuido y multihilo.